# Ablhert
Ablhert fou un emir qaysita de Manazkert. S'esmente després de Sevada al-Djahapi vers el 844 quan va fer una expedició a la Siunia Oriental per encàrrec del ostikan d'Armènia. El va succeir Ala al-Djahapi.